# Eusiroides monoculoides
Eusiroides monoculoides är en kräftdjursart som först beskrevs av William Aitcheson Haswell 1879.  Eusiroides monoculoides ingår i släktet Eusiroides och familjen Eusiridae. Inga underarter finns listade i Catalogue of Life.